# Histoire du Portugal pendant la Seconde Guerre mondiale
Pendant la Seconde Guerre mondiale, la république portugaise était un régime politique autoritaire dirigé par António de Oliveira Salazar. Bien que le Portugal fût officiellement un pays neutre, il exporta des marchandises aussi bien aux Alliés qu’à l'Allemagne nazie et aux autres pays neutres. Les marchandises les plus exportées furent le sucre, le tabac, et le tungstène.

## Aperçu

### Traités
Le traité anglo-portugais de 1373 entre le Portugal et l'Angleterre, est le plus ancien traité d’alliance au monde toujours en vigueur. Salazar choisit de ne pas rompre l'alliance anglo-portugaise.
Le 17 mars 1939, le Portugal signa un traité d'amitié et de non-agression avec l'Espagne franquiste. En avril 1939, le Portugal refusa l'invitation de l'ambassadeur d'Italie à se joindre au pacte anti-Komintern, une alliance entre l'Allemagne, l’Italie, et le Japon.
Le 29 juillet 1940, l'Espagne et le Portugal signèrent un protocole additionnel au traité d'amitié et de non-agression aussi connu sous le nom de Pacte Ibérique.

### Madère
La décision de Salazar de s’en tenir à l'alliance anglo-portugaise permit à Madère d'aider les Alliés et, en juillet 1940, environ 2 000 personnes évacuées de Gibraltar furent expédiés à Madère. Ceci fut fait en raison du risque élevé pour Gibraltar d’être attaqué par l'Espagne ou l'Allemagne. Les habitants de Gibraltar laissèrent un bon souvenir dans l'île où ils étaient appelés Gibraltinos. Certains se marièrent à des Madériens et restèrent après que la guerre eut été achevée.

#### Monument

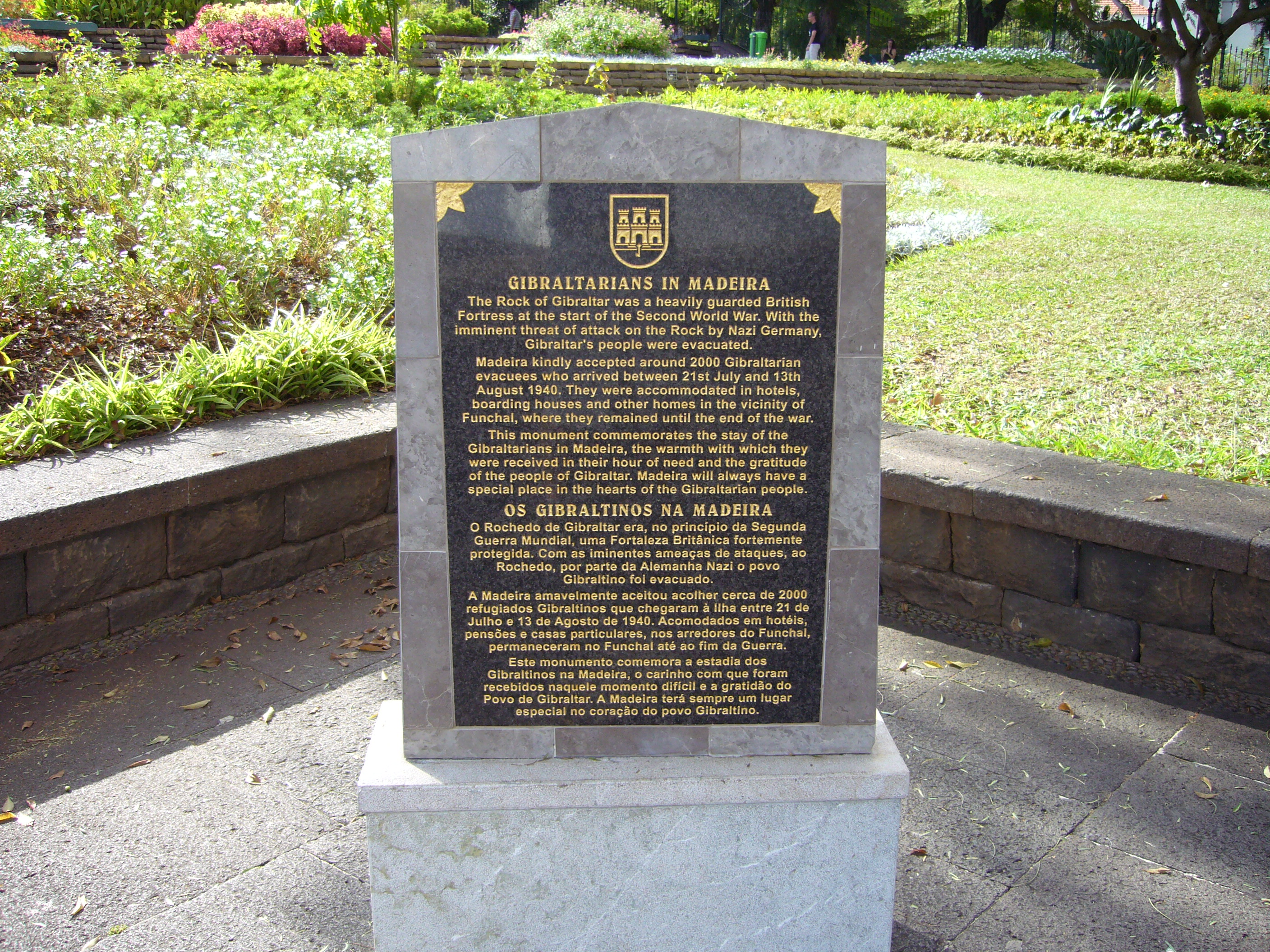
Monument commémoratif des personnes évacuées de Gibraltar à Madère.

En 2010, un monument fut commandé à Gibraltar et expédié à Madère, où il fut érigé à côté d'une petite chapelle dans le parc de Santa Caterina, à Funchal. Le monument était un cadeau et un symbole de reconnaissance éternelle du peuple de Gibraltar à la population de Madère.

### Opération Felix
Les Allemands avaient planifié une attaque contre Gibraltar sous le nom de code opération Felix. Elle ne fut jamais lancée.

### Directive du führerno18
Le 12 novembre 1940, Hitler émit la directive no 18. Le führer y décrit un plan pour envahir le Portugal si les forces britanniques devaient y prendre pied. « Je demande également que le problème de l'occupation de Madère et des Açores soit considéré, avec les avantages et les inconvénients que cela entraînerait pour notre guerre maritime et aérienne. Les résultats de ces études doivent m’être soumis dès que possible », ajouta Hitler.

### Opération Isabella
En juin 1941, l'opération Isabella était un plan allemand devant être mis en œuvre après l'effondrement de l'Union soviétique pour sécuriser des bases en Espagne et au Portugal pour poursuivre l'étranglement de la Grande-Bretagne. Ce concept fut projeté par Hitler, mais ne fut jamais exécuté.

### Colonies portugaises
En 1941, craignant une occupation japonaise de l'île, le Timor portugais (aujourd'hui Timor oriental) fut brièvement occupé par les forces australiennes et néerlandaises. Dans la nuit du 19 février 1942, les Japonais attaquèrent le Timor portugais avec une force d'environ 20 000 hommes, et occupèrent la capitale, Dili avant de se répandre dans le reste de la colonie. Le 26 septembre 1945, le contrôle de l'île fut officiellement rendu au Portugal par les Japonais. (Voir la bataille de Timor).

## Coopération militaire

### Avec les puissances de l'Axe
En juillet 1942, le premier Junkers Ju 52 portugais se posa pour réaliser des missions de transport de fret.
Plusieurs centaines de soldats Portugais rejoignant la division Azul sur le front de l'Est.

### Avec les puissances alliées
Après la déclaration de guerre, le gouvernement portugais annonça que l'alliance anglo-portugaise restait intacte, mais tant que la Grande-Bretagne ne demandait pas l'aide portugaise, le Portugal resterait neutre. Dans un aide-mémoire 5 septembre 1939, le gouvernement britannique confirma sa compréhension du message. Du point de vue britannique, la non-belligérance portugaise était essentielle afin de prévenir l'Espagne d'entrer dans la guerre aux côtés de l'Axe.

Le 15 mai 1940, le rôle important de Salazar dans la guerre fut reconnu par les Britanniques. Douglas Veale, registraire de l'Université d'Oxford, informa Salazar que le conseil hebdomadaire de l'Université avait « décidé à l'unanimité lors de sa réunion de lundi dernier, de vous inviter [Salazar] pour accepter le grade honorifique de docteur en droit civil ».
La décision de Salazar en juillet 1940 de s’en tenir à l'alliance anglo-portugaise permit à l'île portugaise de Madère à venir à l'aide des Alliés, et en juillet 1940, environ 2 500 personnes furent évacuées de Gibraltar à destination de Madère.
En septembre 1940, Winston Churchill écrivit à Salazar pour le féliciter de sa capacité à garder le Portugal en dehors de la guerre, affirmant que « comme souvent pendant les nombreux siècles de l'alliance anglo-portugaise, les intérêts britanniques et portugais [étaien]t identiques sur cette question vitale ». 
En 1942, la base aérienne de Lajes aux Açores reçut le nom de la base aérienne no 4 et le gouvernement portugais élargit la piste. Il envoya également des troupes et de l'équipement à Lajes, dont des chasseurs Gloster Gladiator. L'activité militaire dans les Açores augmenta car le rôle des Gladiator prit de l’importance dans la couverture aérienne des convois alliés, les missions de reconnaissance, et les vols météorologiques. Les troupes portugaises de l'île de Timor rejoignent les Australiens et les Néerlandais dans la lutte contre les Japonais. 
En 1943, les forces armées britanniques et américaines furent autorisés à se baser aux Açores ; la Royal Air Force appela la base aérienne de Lajes, la RAF Lages. Les Açores permirent aux aviations britannique et américaine de protéger les navires alliés dans le secteur central de l'Atlantique.
En novembre 1943, l'ambassadeur britannique à Lisbonne, Sir Ronald Campbell, écrivit que « la stricte neutralité était le prix que les Alliés payaient pour les avantages stratégiques provenant de la neutralité du Portugal, et que si, sa neutralité au lieu d'être stricte avait été plus bienveillante en faveur des Alliés, l’Espagne se serait inévitablement jeté corps et âme dans les bras de l'Allemagne. Si cela s’était produit, la péninsule aurait été occupée puis l’Afrique du Nord, avec pour résultat que tout le cours de la guerre en aurait été modifié au profit de l'Axe ».
Une opinion similaire est partagée par Carlton Hayes, l'ambassadeur américain en Espagne pendant la Seconde Guerre mondiale, qui parla de Salazar dans son livre, Wartime Mission in Spain (Mission en temps de guerre en Espagne) : Salazar « ne ressemblait pas à un dictateur classique. Il est apparaissait plutôt comme un modeste, calme, très intelligent et érudit monsieur... littéralement traîné d'une chaire d'économie politique dans la vénérable université de Coimbra une douzaine d'années auparavant afin de redresser les finances du Portugal, et que son succès presque miraculeux à cet égard conduisit à d'autres fonctions, dont celles de ministre des Affaires étrangères et de la rédacteur de la constitution ». Hayes était très reconnaissante des efforts constants du Portugal pour maintenir l'Espagne avec le Portugal dans un bloc péninsulaire véritablement neutre, une contribution incommensurable, à un moment où les Britanniques et les États-Unis avaient beaucoup moins d'influence, pour lutter contre la propagande et les moyens de l'Axe. Plus tard dans le même livre, Hayes écrivit sur le rôle du Portugal en faveur des milliers de militaires français réfugiés qui tentaient en 1943 de traverser l'Espagne pour l'Afrique du Nord afin de rejoindre les forces alliées là-bas.
En juin 1943, le vol BOAC 777-A, un avion de ligne commercial transportant l'acteur Leslie Howard fut abattu au-dessus du golfe de Gascogne par la Luftwaffe après avoir décollé de Lisbonne, peut-être parce que des espions allemands à Lisbonne crurent que le premier ministre Winston Churchill était à bord.
En août 1939, le Portugal signa un accord de coopération militaire avec la Grande-Bretagne, acceptant un soutien britannique direct dans le réarmement et la modernisation des forces armées portugaises. L'accord, cependant, ne fut pas mis en vigueur qu'en septembre 1943. En août 1943, le Portugal signa l'accord luso-britannique, par lequel le Portugal louait des bases dans les Açores aux Britanniques. L'occupation de ces installations le 12 octobre 1943 reçu le nom de code opération Alacrity par les Alliés. Ce fut un tournant décisif dans la bataille de l'Atlantique, permettant aux Alliés de fournir une couverture aérienne dans le secteur central de l'Atlantique, permettant de chasser les sous-marins allemands et de protéger les convois. Churchill surprit les membres du parlement quand il affirma qu'il allait utiliser un traité du XIVe siècle ; de nombreux députés ne savaient pas que le Portugal et l'Angleterre étaient liés par la plus ancienne alliance encore en vigueur au monde, le traité anglo-portugais de 1373.
Le 1er décembre 1943, des représentants militaires britanniques et américains à la base de Lages de la RAF signèrent un accord conjoint décrivant les rôles et les responsabilités pour les forces aériennes de l'armée des États-Unis (USAAF) et la marine américaine (USN) sur la base de Lajes. L’accord définissait les lignes directrices et les limites pour convoyer les avions en Europe via la base de Lajes. En retour, les États-Unis acceptèrent d'aider les Britanniques pour améliorer et étendre les installations existantes à Lajes. Les avions de transport du commandement du transport aérien commencèrent à atterrir à Lajes immédiatement après l'accord fut signé.
En 1944, le Portugal signa un accord avec les États-Unis permettant l'utilisation d'installations militaires dans les Açores. Les forces armées américaines construisirent une petite et éphémère base aérienne sur l'île de Santa Maria.
Le 28 mai 1944, le premier convoi de rapatriement quitta Madère pour Gibraltar, et, à la fin de 1944, seulement 520 réfugiés non prioritaires étaient encore sur l'île.
À la fin du mois de juin 1944, plus de 1 900 avions américains avait traversé l’Atlantique en passant par la base aérienne de Lajes. L’utilisation de Lajes permettait de réduire le temps de vol par rapport à la route transatlantique habituelle entre le Brésil et Afrique de l'Ouest de presque de moitié, la durée de la traversée passant 70 à 40 heures.
Lajes fut également l'une des deux principales bases d'escale et de ravitaillement pour la première traversée transatlantique de dirigeables souples en 1944. L'USN envoya six dirigeables de la classe K fabriqués par Goodyear à partir de la base aérienne navale de South Weymouth dans le Massachusetts sur la base de la station navale d'Agentia pour leur première escale, à Terre-Neuve et ensuite à la base de Lages dans les Açores avant de s’envoler vers leur destination finale à Port Lyautey, au Maroc, de leur base, avec la Fleet Air Wing 15 à Port Lyautey, les dirigeables de l'escadron de la marine américaine ZP-14 (Blimpron 14) mena la lutte anti-sous-marine de nuit, la surveillance des sous-marins allemands autour du détroit de Gibraltar utilisant la détection d'anomalie magnétique. En 1945, deux dirigeables ZP-14 de remplacement furent envoyés à partir Weeksville, en Caroline du Nord aux Bermudes, puis vers la base de Lajes avant d’atteindre Port Lyautey.
En 1945, une nouvelle base aérienne fut construite dans les Açores sur l'île de Terceira et est actuellement connu comme la base de Lajes. Cette base est dans une zone appelée Lajes, une grande et plate terrasse qui avait été une ferme. Lajes est un plateau culminant sur la mer au coin nord-est de l'île. Cette base aérienne fut et reste utilisée conjointement par les  Américains et les Portugais. La base de Lajes continue de soutenir les opérations militaires américaines et portugaises. Pendant la guerre froide, les escadrons anti-sous-marins de P-3 Orion de la marine américaine patrouillaient l'Atlantique Nord à la recherche de sous-marins et de navires d'espionnage de surface soviétiques.

### Espionnage
Plusieurs rapports américains qualifièrent Lisbonne de « capitale de l'espionnage ». Toutefois, la PVDE (police secrète portugaise) maintint toujours une position neutre à l'égard des activités d'espionnage étrangères, aussi longtemps qu’elle n’interférait pas dans la politique interne portugaise. Des écrivains, comme Ian Fleming (le créateur de James Bond), étaient basés là-bas, [12] tandis que d'autres personnalités de premier plan, telles que le duc de Windsor et de la famille royale espagnole, furent exilés à Estoril. Des espions allemands tentèrent d'acheter des informations sur les cargos transatlantiques pour aider leurs sous-marins se battant dans la bataille de l'Atlantique. L'Espagnol Joan Pujol Garcia, mieux connu sous le nom de code Garbo, répercuta aux Allemands de fausses informations, en espérant que cela hâterait la fin du régime de Franco, il fut recruté par les Britanniques comme agent double lorsqu’il était à Lisbonne. Inversement, William Colepaugh, un traître américain, fut recruté par les Allemands alors que son navire était dans le port de Lisbonne, il fut ensuite débarqué par le U-boot U-1230 dans le Maine avant d'être capturé.

## Documentaire
- 2023 : Salazar, le Portugal à quitte ou double réalisé par Bruno Lorvao et Christiane Ratiney

## Pour approfondir
- Ben Macintyre, Double Cross: The True Story of the D-Day Spies, Broadway Books, 2013 (ISBN 978-0307888778)

- (en) Cet article est partiellement ou en totalité issu de l’article de Wikipédia en anglais intitulé « Portugal in World War II » (voir la liste des auteurs).